# Derek R. Hill
Derek R. Hill (...) è uno scenografo e arredatore statunitense, che lavora in campo televisivo e cinematografico.
Inizia la sua carriera lavorando come arredatore per i film Silkwood e Le stagioni del cuore, in seguito lavora per i film Nato il quattro luglio, Lupo solitario e Tre giorni per la verità.
Attivo anche in campo televisivo ha lavorato come scenografo per le serie tv A proposito di Brian e Dr. House - Medical Division. Nel 2007 cura le scenografie del film di Sean Penn Into the Wild  - Nelle terre selvagge. Tra i suoi prossimi lavori, vi sono Pinkville e W. entrambi diretti da Oliver Stone.

## Filmografia

### Produzione
- Walker Texas Ranger – serie TV (1993)
- Una madre coraggiosa (1996)
- Hard Cash (Run for the Money), regia di Predrag Antonijevic (2002)
- Dr. House - Medical Division – serie TV (2005-2007)
- Into the Wild - Nelle terre selvagge (2007)

### Scenografo
- Terrore in città (1982)
- Le stagioni del cuore (Places in the Heart), regia di Robert Benton (1984)
- Serial killer (1985)
- In viaggio verso Bountiful (1985)
- Nessuna pietà (1986)
- La casa dei giochi (1987)
- Nick e Gino (1988)
- Le cose cambiano (1988)
- Nato il quattro luglio (Born on the Fourth of July), regia di Oliver Stone (1989)
- La fortuna bussa alla porta... (1990)
- Lupo solitario (1991)
- Tre giorni per la verità  (1995)
- Ace Ventura - Missione Africa  (1995)
- Horizon: An American Saga, regia di Kevin Costner (2024)

### Direttore artistico
- JFK - un caso ancora aperto (1991)
- L'uomo del giorno dopo (1997)
- Bugie, baci, bambole & bastardi (1998)
- C'era due volte (1998)
- Three Kings (1999)
- Ogni maledetta domenica (1999)
- La maledizione della prima luna (2003)
- Attacco al potere - Olympus Has Fallen (Olympus Has Fallen) (2013)
- Southpaw, regia di Antoine Fuqua (2015)
- I magnifici 7 (The Magnificent Seven), regia di Antoine Fuqua (2016)

### Art Department
- Benedizione mortale (1981)
- Il duro più duro (1983)
- Nadine, un amore a prova di proiettile (1987)

### Attore
- Hard Cash (Run for the Money), regia di Predrag Antonijevic (2002)
- Le cose cambiano (1988)